# Gallatin (rivière)
Pour les articles homonymes, voir Gallatin.
La rivière Gallatin (en anglais, Gallatin River) est une rivière d'environ 193 km, affluent du Missouri, formant une vallée et s'écoulant dans le Montana et le Wyoming aux États-Unis. C'est donc un sous-affluent du fleuve Mississippi. La rivière a été nommée Gallatin par l'explorateur Meriwether Lewis en juillet 1805 en honneur à Albert Gallatin, secrétaire du Trésor des États-Unis de 1801 à 1814.

## Géographie
La Gallatin prend sa source dans le Wyoming, dans le coin nord-ouest du Parc national de Yellowstone, dans la Gallatin Range, une chaine secondaire des montagnes Rocheuses. La rivière coule en direction du nord-ouest, traversant la forêt nationale de Gallatin et arrosant la localité de Big Sky dans le Montana. Elle rejoint le Missouri à Three Forks, 800 mètres en aval de la confluence de la Jefferson et de la Madison.
La rivière est réputée pour ses nombreux rapides qui se prêtent à la pratique des sports d'eau vive. En juin, au moment de la fonte des neiges, la rivière possède notamment un passage de classe IV d'environ un mile de long appelé Mad Mile c'est-à-dire en français le mile fou.
La rivière Gallatin offre de magnifiques paysages. Elle serpente à travers des prairies alpines puis coule au fond d'un canyon avant de déboucher dans une vallée.
La rivière est une destination très prisée pour la pratique de la pêche à la mouche. On peut y pêcher la truite arc en ciel, la truite brune et le corégone de montagne.

## Débit
Le débit de la rivière Gallatin a été mesuré de façon continue à Logan, non loin de son embouchure, depuis 1929. La rivière y draine une surface de 4 645 km2. Son débit moyen y est de 33 m3/s. On en déduit que la tranche d'eau écoulée en une année dans son bassin est de 224 mm, une valeur nettement supérieure à celle du bassin du Missouri, à savoir 55 mm. La rivière Gallatin est en effet bien alimentée en eau grâce aux neiges de la Gallatin Range. Le débit instantané record est de 278 m3/s et a été mesuré le 21 juin 1899.

## Communes de la vallée de la Gallatin

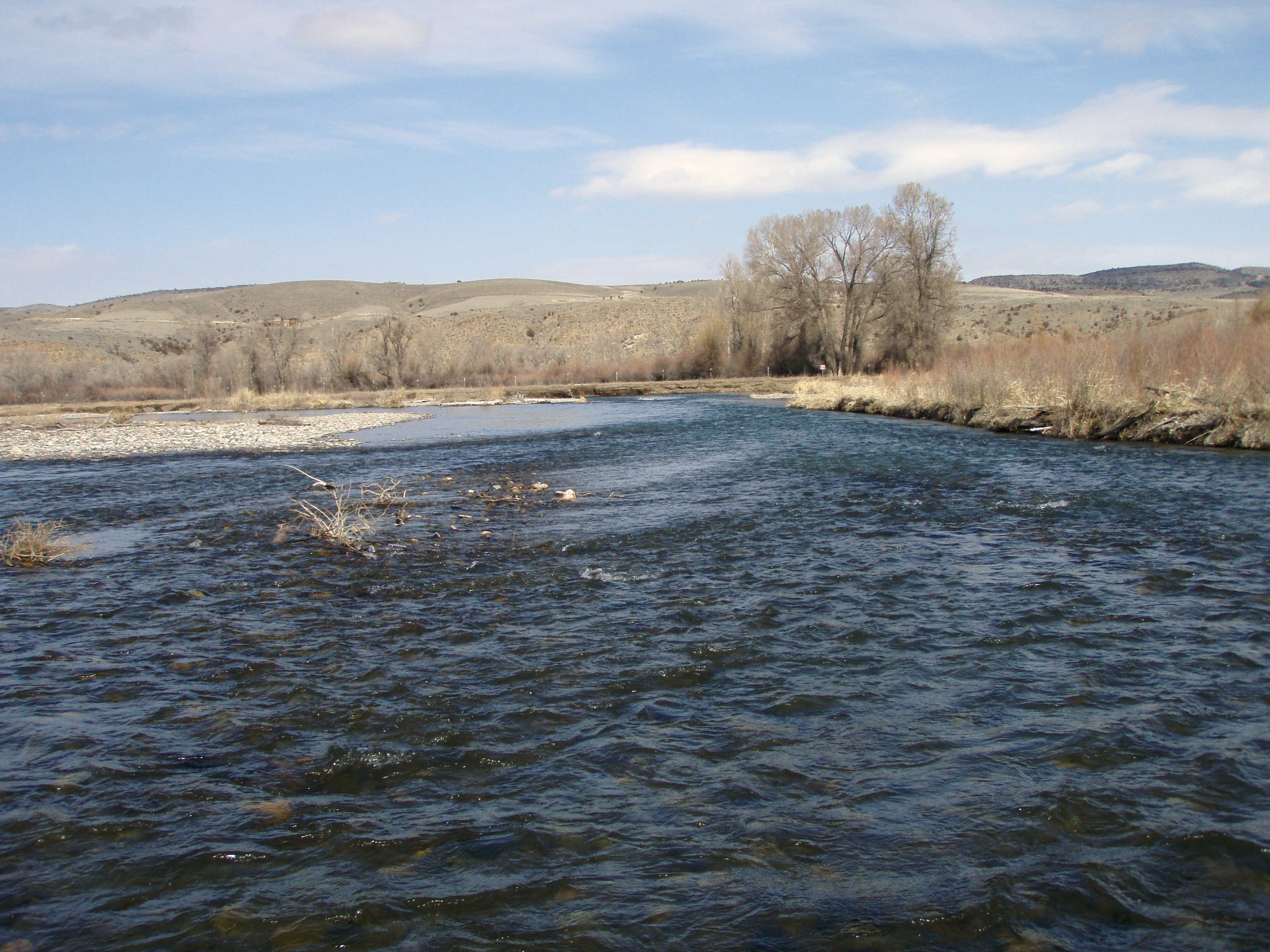
La rivière Gallatin en aval de Manhattan dans le Montana.

- Bozeman,
- Manhattan,